# Abu al-Salt
Abu al-Salt, auch Abu s-Salt Umayya und lateinisch Albuzali oder Albuzale, (* 1067 in Dénia; † 30. Oktober 1134 in Mahdia (Tunesien)) war ein andalusisch-arabischer Universalgelehrter.
Abu al-Salt ist Autor zahlreicher Gedichte und eines Werkes über die Musik. Letzteres ist uns nicht überkommen. Sein philosophisches Werk „Rechtfertigung des Geistes“ gibt die Logik auf Basis der ersten vier Bücher des aristotelischen Organons und der Isagoge des Porphyrios wieder. Er verfasste auch einen Traktat über Medikamente sowie Schriften zur Mathematik und Astronomie.
Abu al-Salt studierte bei dem bekannten Philosophen Al-Waqasi von Valencia (1017–1095). 1096 ging er mit seiner Familie zu weiteren Studien nach Alexandria und später nach Kairo. In Kairo trat er in Dienste des dortigen Fatimiden-Herrschers. Als es ihm misslang, ein im Nil gekentertes und mit Kupfer beladenes Boot zu heben, wurde er zunächst festgenommen und drei Jahre lang arrestiert. Im Jahr 1112 wurde er freigelassen und aus Kairo verbannt. Er ging nach Mahdia in Tunesien, wo er von dem dortigen Emir lebenslang korrekt behandelt wurde.
Abu al-Salts Kompositionen sollen großen Einfluss auf die andalusisch-arabische Kultur gehabt haben.